# Rákos Ernő
Rákos Ernő, Rákos Ernő Ferenc János (Szentes, 1856. január 14. – Budapest, Józsefváros, 1922. december 4.) honvédszázados.

## Élete
Rákos Antal és Nagy Terézia fiaként született. Öt gimnáziumi osztályt végezve, 1878-ban a honvédséghez besoroztatott. A Ludovika Akadémiának tisztképző tanfolyamának elvégezte után 1880-ban hadnaggyá nevezték ki és három évig csapatszolgálatot teljesített és egy évig zászlóalj-segédtiszt volt. Elvégezte a felsőbb tiszti tanfolyamot és azután három évig ezred-segédtiszt minőségben volt alkalmazva, miközben 1886-ban főhadnagy lett. 
Ezután a honvédelmi minisztérium II. ügyosztályába rendeltetett be és ott nyolc és fél évig működött, mialatt 1892. november 1-jén századossá lépett elő, majd csapatszolgálatra osztatott be és mint századparancsnok az 1. honvédgyalogezrednél tett szolgálatot. 1897-98-ban végezte a törzstiszti tanfolyamot és ezután mint törzstisztjelölt volt nyilvántartva. A katonai érdem-érem tulajdonosa.
Felesége Barbier Mária volt.
A Ludovika Akadémia Közlönyének levelező tagja (cikke 1889: Olaszország gyarmatosítása a Vöröstenger partján, egy térképpel).

## Munkái
- Vademecum a hadi játék vezetéséhez. Bpest, 1885.
- A szabadságolt állományú m. kir. honvédtiszt zsebkönyve. Útmutatás úgy a szolgálatban, mint a szolgálaton kívüli viszonyok között. Uo. 1886. (Székesfejérvárt nyomatott).
- Zsebkönyv a m. kir. honvédgyalogság altisztjei és altiszti iskolásai számára. Uo. 1889. Két kötet. (Ism. Ludovika Akadémia Közlönye 1890. 2. kiadás 1892., 3. k. 1894. Uo.).
- Az osztrák-magyar hadsereg csapat- és sereg-hadtestei szervezete. Képletileg feltüntetve. Uo. 1891.
- Az európai államok haderejének képleti összehasonlítása. Uo. 1893.
- Zsebkönyv a tartalékos m. kir. honvédtisztek, orvosok és tisztviselők számára. Útmutatás úgy a szolgálatban, mint a szolgálaton kívüli viszonyok között. Uo. 1894. (3. kiadás, 4. k. 1897., 5. k. 1898. Uo.).
- Gyalogsági gyakorlati szabályzat kivonata. A m. kir. honvédgyalogság altisztjei és altiszti iskolásai számára. Ugyanott. 1894. és 1900.
- A gyalogsági és lovassági altiszti iskolások zsebkönyve. Uo. 1895.
- A cs. és kir. hadapródiskolák és Ludovika Akadémia felvételi vizsgálatára előkészítő segédeszköz. Uo. 1895.
- Hadsereg-szervezet kérdés és feleletekben. A cs. és kir. közös hadsereg és a m. kir. honvédség altisztjei és altiszti iskolásai számára. Uo. 1899. és 1901.
- Fegyver-utasítás kérdés és feleletekben a cs. és kir. közös hadsereg és a m. kir. honvédség altisztjei és altiszti iskolásai számára. Uo. 1900.
- Szolgálati szabályzat kérdés és feleletekben. A cs. és kir. altisztjei és altiszti iskolásai számára. Uo. 1900., 1904. Két rész.
- Útmutatás a tűzharczra. Kivonat a lovassági gyakorlati szabályzatból kérdés és feleletekben. A lovasság altisztjei és altiszti iskolásai számára. Uo. 1901.
- Fegyver-utasítás kérdés és feleletekben .. Uo. 1901.
- Illetékszabályzat kivonata. Az altisztek ... számára. Uo. 1901.
- Tereptan kérdés és feleletekben és a Rocksandics-féle távmérő használata. A cs. és kir. közös hadsereg és a m. kir. honvédség altisztjei ... számára. Uo. 1901.

Ezen munkák részben németül is megjelentek Budapesten.
Írói jegye R. E., mely ezen munkák címlapjain használt.